# Commelina diffusa
Commelina diffusa är en himmelsblomsväxtart som beskrevs av Nicolaas Laurens Nicolaus Laurent Burman. Commelina diffusa ingår i släktet himmelsblommor, och familjen himmelsblomsväxter. IUCN kategoriserar arten globalt som livskraftig.

## Underarter
Arten delas in i följande underarter:
- C. d. diffusa
- C. d. montana
- C. d. scandens
- C. d. violacea
- C. d. gigas

## Bildgalleri

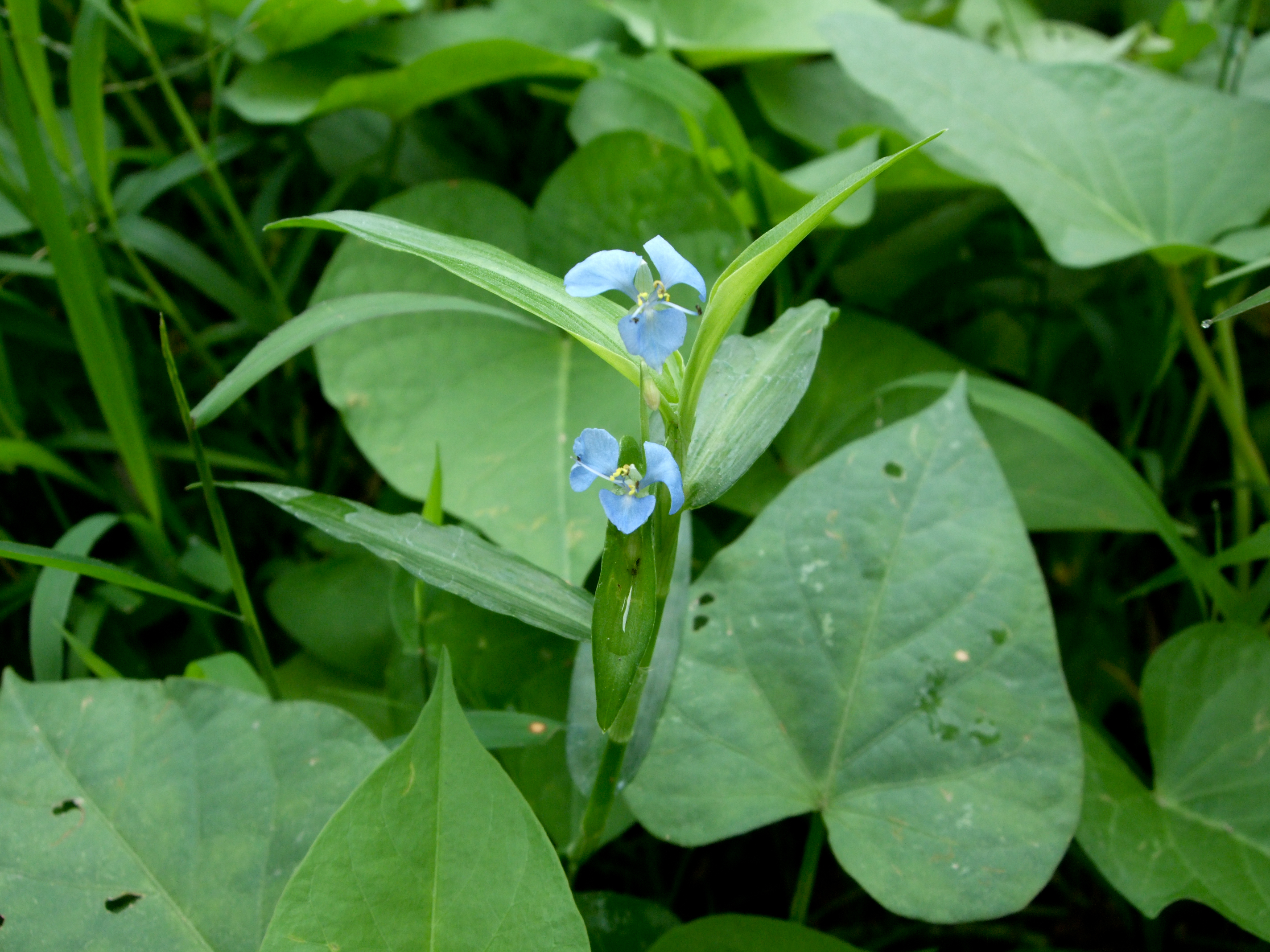
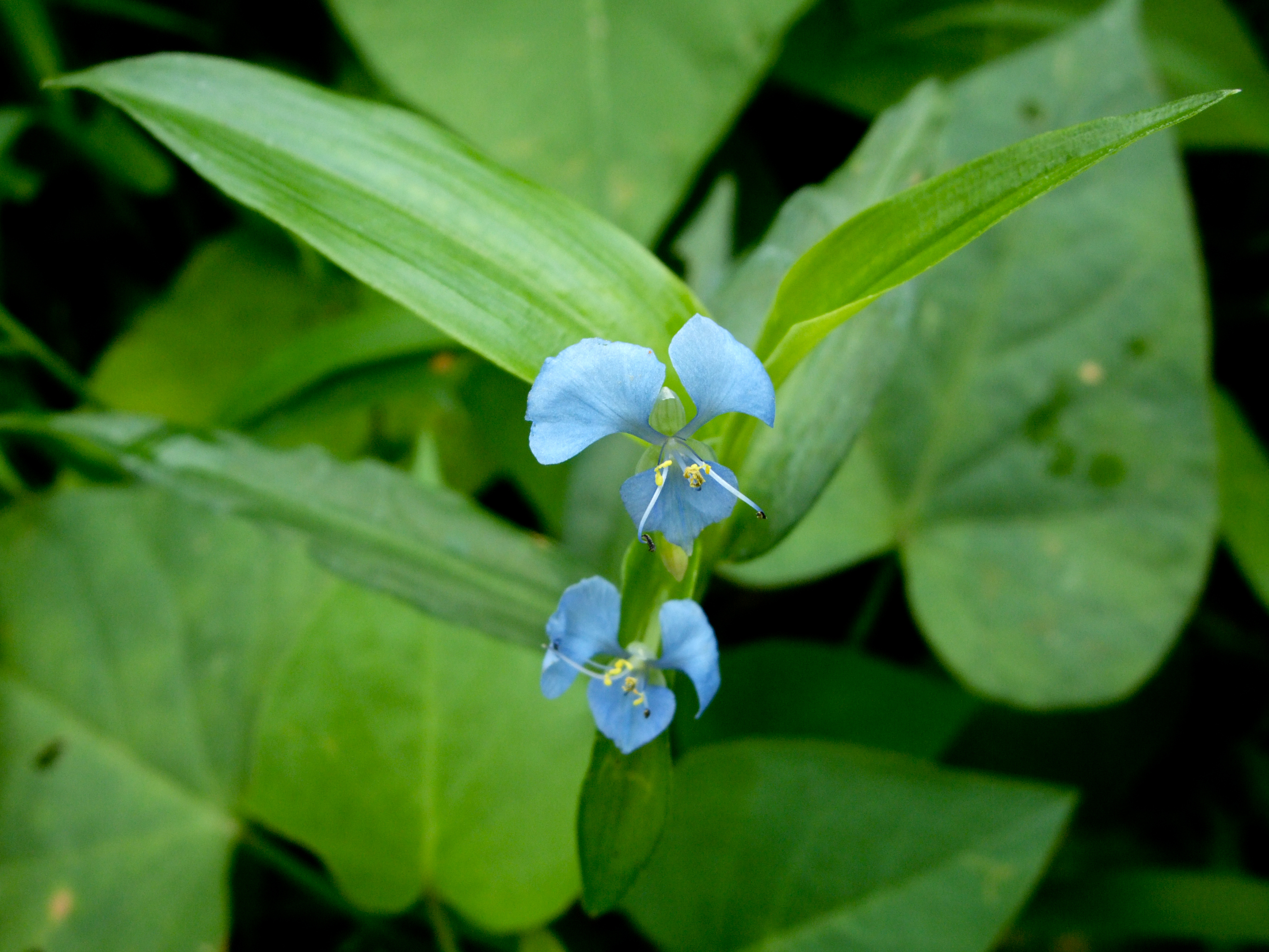
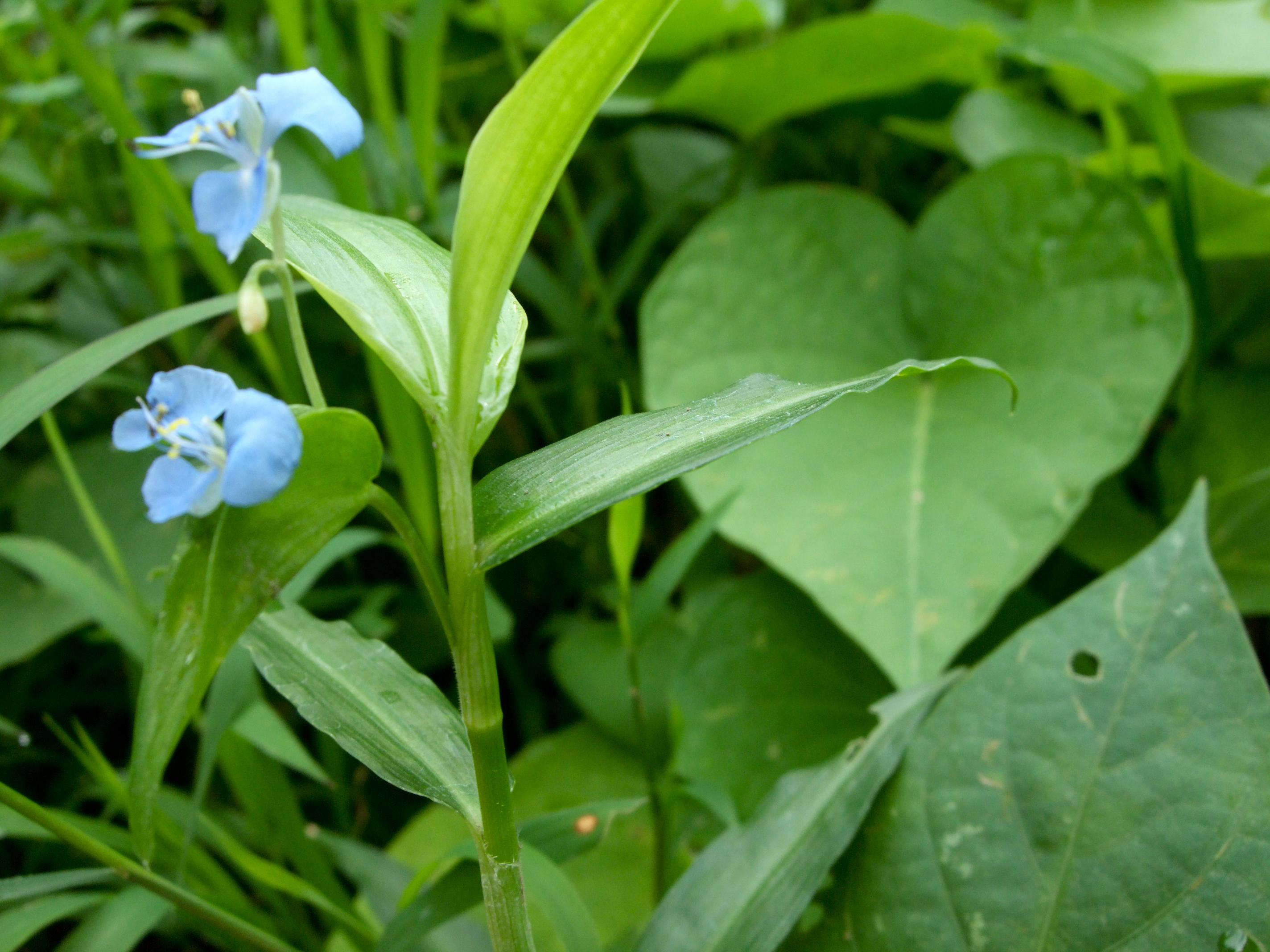
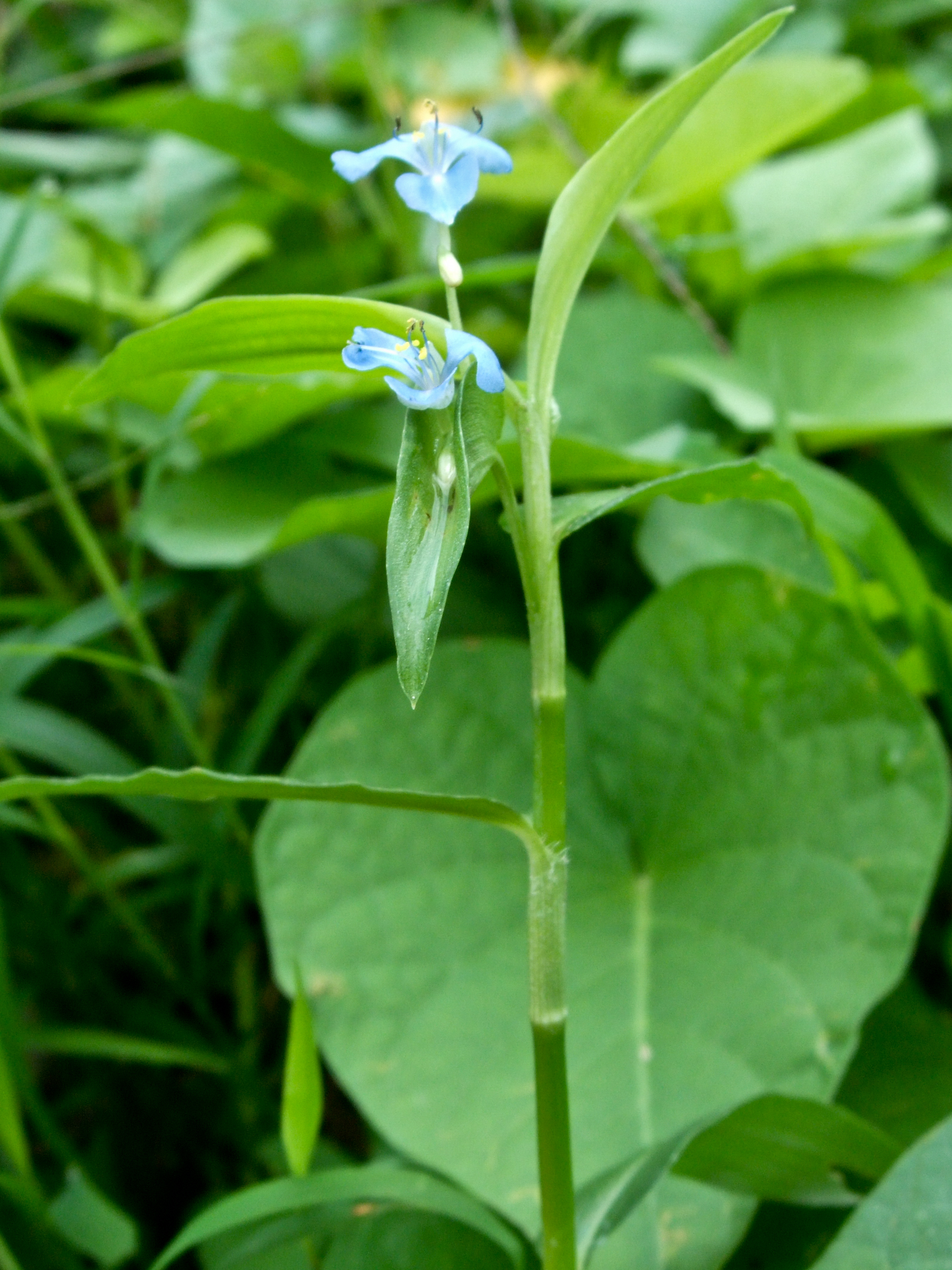
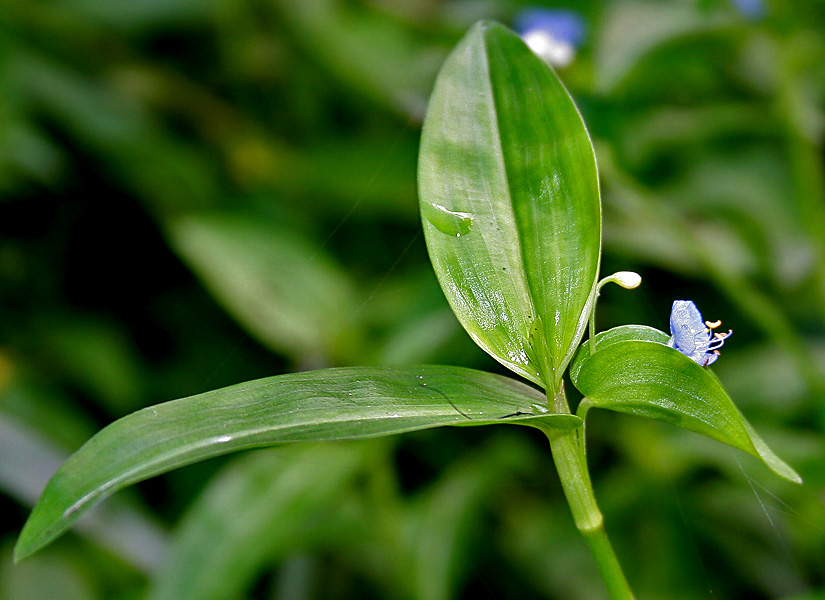
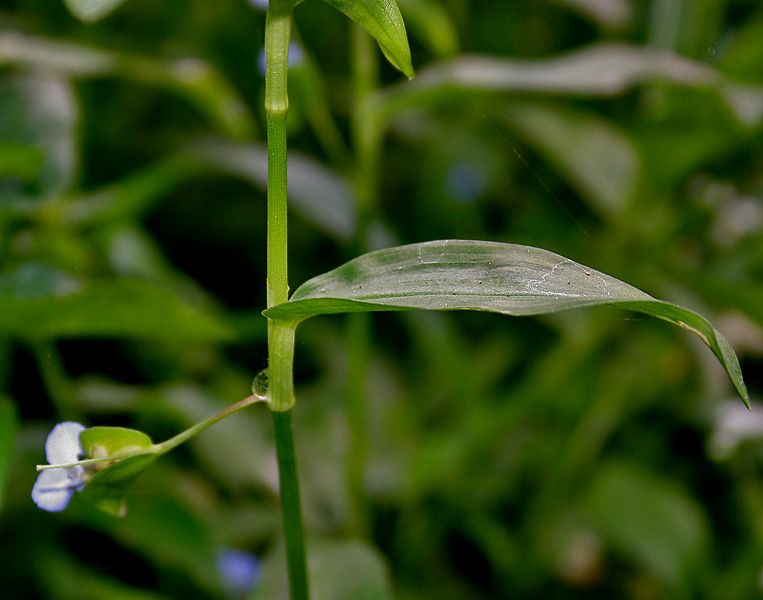